# Sisters (film, 2015)
Sisters är en amerikansk komedifilm från 2015 i regi av Jason Moore, skriven av Paula Pell och är det andra samarbetet mellan Tina Fey och Amy Poehler efter filmen Baby Mama (2008). Resten av rollistan består av Maya Rudolph, Ike Barinholtz, James Brolin, John Cena, John Leguizamo och Dianne Wiest.
Filmen handlar om de vuxna systrarna Kate, en oansvarig ensamstående mamma, och Maura, en godhjärtad sjuksköterska och nyligen frånskilda, som kallas tillbaka till sitt barndomshem av sina föräldrar för att städa ur sovrummet innan huset säljs. Upprörd och arg över att alla deras barndomsminnen kommer att försvinna, övertygar Kate Maura att ha ett sista vilt houseparty, men saker och ting går snart över styr.
Filmen släpptes den 18 december 2015 av Universal Pictures, fick blandade recensioner, även om de flesta kritiker hyllade huvudskådespelerskornas kemi och samlade in 105 miljoner dollar på en produktionsbudget på 33 miljoner dollar.